# 2011-es Iowa Corn Indy 250
A 2011-es Iowa Corn Indy 250 volt a 2011-es Izod IndyCar Series szezon nyolcadik futama. A versenyt 2011. június 26-án rendeztek meg az Iowában található 0.875 mérföldes oválpályán, ez volt az első alkalom, hogy ezen a pályán este rendeztek IndyCar versenyt. A versenyt az Versus közvetítette.

## Nevezési lista
| Csapat                                                                               | Első pilóta | Első pilóta         | Második pilóta | Második pilóta    | Harmadik pilóta | Harmadik pilóta | Negyedik pilóta | Negyedik pilóta  |
| ------------------------------------------------------------------------------------ | ----------- | ------------------- | -------------- | ----------------- | --------------- | --------------- | --------------- | ---------------- |
| Newman/Haas Racing                                                                   | 2           | Oriol Servià        | 06             | James Hinchcliffe |                 |                 |                 |                  |
| Team Penske                                                                          | 3           | Hélio Castroneves   | 6              | Ryan Briscoe      | 12              | Will Power      |                 |                  |
| Panther Racing                                                                       | 4           | J. R. Hildebrand    |                |                   |                 |                 |                 |                  |
| KV Racing Technology - Lotus                                                         | 5           | Szató Takuma        | 59             | E. J. Viso        | 82              | Tony Kanaan     |                 |                  |
| Andretti Autosport                                                                   | 7           | Danica Patrick      | 26             | Marco Andretti    | 27              | Mike Conway     | 28              | Ryan Hunter-Reay |
| Target Chip Ganassi Racing                                                           | 9           | Scott Dixon         | 10             | Dario Franchitti  | 38              | Graham Rahal    | 83              | Charlie Kimball  |
| A.J. Foyt Enterprises                                                                | 14          | Vitor Meira         |                |                   |                 |                 |                 |                  |
| Dale Coyne Racing                                                                    | 18          | James Jakes         | 19             | Alex Lloyd        |                 |                 |                 |                  |
| Dreyer & Reinbold Racing                                                             | 22          | Justin Wilson       | 24             | Ana Beatriz       |                 |                 |                 |                  |
| Conquest Racing                                                                      | 34          | Sebastian Saavedra  |                |                   |                 |                 |                 |                  |
| Sarah Fisher Racing                                                                  | 67          | Ed Carpenter        |                |                   |                 |                 |                 |                  |
| Sam Schmidt Motorsports                                                              | 77          | Alex Tagliani       |                |                   |                 |                 |                 |                  |
| HVM Racing                                                                           | 78          | Simona de Silvestro |                |                   |                 |                 |                 |                  |
| HIVATALOS NEVEZÉSI LISTA Archiválva 2011. június 26-i dátummal a Wayback Machine-ben |             |                     |                |                   |                 |                 |                 |                  |

## Eredmények

### Időmérő
| Pozíció               | #  | Pilóta              | Csapat                       | Első kör | Második kör | Összesen   | Átl. seb. (MPH) |
| --------------------- | -- | ------------------- | ---------------------------- | -------- | ----------- | ---------- | --------------- |
| 1.                    | 5  | Szató Takuma        | KV Racing Technology - Lotus | 17.8496  | 17.8361     | 00:35.6857 | 180.375         |
| 2.                    | 7  | Danica Patrick      | Andretti Autosport           | 17.8960  | 17.8224     | 00:35.7184 | 180.210         |
| 3.                    | 82 | Tony Kanaan         | KV Racing Technology - Lotus | 17.9301  | 17.8631     | 00:35.7932 | 179.833         |
| 4.                    | 4  | J. R. Hildebrand    | Panther Racing               | 17.9376  | 17.9082     | 00:35.8458 | 179.569         |
| 5.                    | 12 | Will Power          | Team Penske                  | 17.9792  | 17.8856     | 00:35.8648 | 179.474         |
| 6.                    | 10 | Dario Franchitti    | Chip Ganassi Racing          | 17.9720  | 17.8929     | 00:35.8649 | 179.474         |
| 7.                    | 06 | James Hinchcliffe   | Newman/Haas Racing           | 17.9730  | 17.9095     | 00:35.8825 | 179.385         |
| 8.                    | 28 | Ryan Hunter-Reay    | Andretti Autosport           | 17.9654  | 17.9332     | 00:35.8986 | 179.305         |
| 9.                    | 27 | Mike Conway         | Andretti Autosport           | 17.9803  | 17.9423     | 00:35.9226 | 179.185         |
| 10.                   | 6  | Ryan Briscoe        | Team Penske                  | 18.0488  | 17.9570     | 00:36.0058 | 178.771         |
| 11.                   | 2  | Oriol Servià        | Newman/Haas Racing           | 17.9995  | 18.0121     | 00:36.0116 | 178.742         |
| 12.                   | 22 | Justin Wilson       | Dreyer & Reinbold Racing     | 18.0239  | 18.0101     | 00:36.0340 | 178.631         |
| 13.                   | 3  | Hélio Castroneves   | Team Penske                  | 18.0539  | 17.9925     | 00:36.0464 | 178.570         |
| 14.                   | 67 | Ed Carpenter        | Sarah Fisher Racing          | 18.0481  | 18.0103     | 00:36.0584 | 178.510         |
| 15.                   | 77 | Alex Tagliani       | Sam Schmidt Motorsports      | 18.1036  | 17.9718     | 00:36.0754 | 178.426         |
| 16.                   | 14 | Vitor Meira         | A. J. Foyt Enterprises       | 18.0594  | 18.0284     | 00:36.0878 | 178.365         |
| 17.                   | 26 | Marco Andretti      | Andretti Autosport           | 18.1027  | 18.0257     | 00:36.1284 | 178.165         |
| 18.                   | 24 | Ana Beatriz         | Dreyer & Reinbold Racing     | 18.1275  | 18.0706     | 00:36.1981 | 177.821         |
| 19.                   | 59 | E. J. Viso          | KV Racing Technology - Lotus | 18.1813  | 18.0457     | 00:36.2270 | 177.680         |
| 20.                   | 38 | Graham Rahal        | Chip Ganassi Racing          | 18.1723  | 18.0896     | 00:36.2619 | 177.509         |
| 21.                   | 83 | Charlie Kimball     | Chip Ganassi Racing          | 18.1849  | 18.1237     | 00:36.3086 | 177.280         |
| 22.                   | 19 | Alex Lloyd          | Dale Coyne Racing            | 18.1865  | 18.1268     | 00:36.3133 | 177.257         |
| 23.                   | 9  | Scott Dixon         | Chip Ganassi Racing          | 18.5209  | 18.0968     | 00:36.6177 | 175.784         |
| 24.                   | 18 | James Jakes         | Dale Coyne Racing            | 18.4789  | 18.6498     | 00:37.1287 | 173.365         |
| 25.                   | 34 | Sebastian Saavedra  | Conquest Racing              |          |             | Nincs idő  |                 |
| 26.                   | 78 | Simona de Silvestro | HVM Racing                   |          |             | Nincs idő  |                 |
| HIVATALOS VÉGEREDMÉNY |    |                     |                              |          |             |            |                 |

## Rajtfelállás
| Rajtsor | Belső ív | Belső ív           | Külső ív | Külső ív         |
| ------- | -------- | ------------------ | -------- | ---------------- |
| 1       | 5        | Szató Takuma       | 7        | Danica Patrick   |
| 2       | 82       | Tony Kanaan        | 4        | J. R. Hildebrand |
| 3       | 12       | Will Power         | 10       | Dario Franchitti |
| 4       | 06       | James Hinchcliffe  | 28       | Ryan Hunter-Reay |
| 5       | 27       | Mike Conway        | 6        | Ryan Briscoe     |
| 6       | 2        | Oriol Servià       | 22       | Justin Wilson    |
| 7       | 3        | Hélio Castroneves  | 67       | Ed Carpenter     |
| 8       | 77       | Alex Tagliani      | 14       | Vitor Meira      |
| 9       | 26       | Marco Andretti     | 24       | Ana Beatriz      |
| 10      | 59       | E. J. Viso         | 38       | Graham Rahal     |
| 11      | 83       | Charlie Kimball    | 19       | Alex Lloyd       |
| 12      | 9        | Scott Dixon        | 18       | James Jakes      |
| 13      | 34       | Sebastian Saavedra |          |                  |

### Verseny
| Pozíció               | #  | Pilóta              | Csapat                       | Futott kör | Idő/Kiesés oka     | Rajthely | Élen töltött körök száma | Pont |
| --------------------- | -- | ------------------- | ---------------------------- | ---------- | ------------------ | -------- | ------------------------ | ---- |
| 1.                    | 26 | Marco Andretti      | Andretti Autosport           | 250        | 1:53:00.1074       | 17       | 42                       | 50   |
| 2.                    | 82 | Tony Kanaan         | KV Racing Technology - Lotus | 250        | +0.7942            | 3        | 25                       | 40   |
| 3.                    | 9  | Scott Dixon         | Chip Ganassi Racing          | 250        | +1.1077            | 23       | 0                        | 35   |
| 4.                    | 4  | J. R. Hildebrand    | Panther Racing               | 250        | +1.4866            | 4        | 4                        | 32   |
| 5.                    | 10 | Dario Franchitti    | Chip Ganassi                 | 250        | +1.8936            | 6        | 172                      | 32   |
| 6.                    | 6  | Ryan Briscoe        | Team Penske                  | 250        | +2.3638            | 10       | 0                        | 28   |
| 7.                    | 3  | Hélio Castroneves   | Team Penske                  | 250        | +2.6742            | 13       | 0                        | 26   |
| 8.                    | 28 | Ryan Hunter-Reay    | Andretti Autosport           | 250        | +4.1635            | 8        | 0                        | 24   |
| 9.                    | 06 | James Hinchcliffe   | Newman/Haas Racing           | 250        | +5.6282            | 7        | 0                        | 22   |
| 10.                   | 7  | Danica Patrick      | Andretti Autosport           | 250        | +6.0337            | 2        | 0                        | 20   |
| 11.                   | 67 | Ed Carpenter        | Sarah Fisher Racing          | 250        | +7.6755            | 14       | 0                        | 19   |
| 12.                   | 22 | Justin Wilson       | Dreyer & Reinbold Racing     | 250        | +14.1537           | 12       | 0                        | 18   |
| 13.                   | 19 | Alex Lloyd          | Dale Coyne Racing            | 250        | +16.8875           | 22       | 0                        | 17   |
| 14.                   | 2  | Oriol Servià        | Newman/Haas Racing           | 249        | +1 Kör             | 11       | 0                        | 16   |
| 15.                   | 38 | Graham Rahal        | Chip Ganassi Racing          | 249        | +1 Kör             | 20       | 0                        | 15   |
| 16.                   | 77 | Alex Tagliani       | Sam Schmidt Motorsports      | 249        | +1 Kör             | 15       | 0                        | 14   |
| 17.                   | 59 | E. J. Viso          | KV Racing Technology - Lotus | 239        | Kezelhetőség       | 19       | 0                        | 13   |
| 18.                   | 14 | Vitor Meira         | A. J. Foyt Enterprises       | 227        | Kezelhetőség       | 16       | 0                        | 12   |
| 19.                   | 5  | Szató Takuma        | KV Racing Technology - Lotus | 182        | Baleset            | 1        | 7                        | 13   |
| 20.                   | 34 | Sebastian Saavedra  | Conquest Racing              | 114        | Baleset            | 25       | 0                        | 12   |
| 21.                   | 12 | Will Power          | Team Penske                  | 89         | Baleset            | 5        | 0                        | 12   |
| 22.                   | 83 | Charlie Kimball     | Chip Ganassi Racing          | 62         | Műszaki hiba       | 21       | 0                        | 12   |
| 23.                   | 24 | Ana Beatriz         | Dreyer & Reinbold Racing     | 44         | Baleset Conway-el  | 18       | 0                        | 12   |
| 24.                   | 27 | Mike Conway         | Andretti Autosport           | 44         | Baleset Beatriz-al | 9        | 0                        | 10   |
| 25.                   | 18 | James Jakes         | Dale Coyne Racing            | 22         | Baleset            | 24       | 0                        | 10   |
| 26.                   | 78 | Simona de Silvestro | HVM Racing                   | 0          | Nem indult         | 26       | 0                        | 5    |
| HIVATALOS VÉGEREDMÉNY |    |                     |                              |            |                    |          |                          |      |

- Simona de Silvestro nem tudott részt venni a futamon sérülés miatt.[1]

### Verseny statisztikák
A verseny alatt 10-szer változott az élen álló személye 5 versenyző között.
| Változás az élen | Változás az élen |
| Kör              | Élen             |
| ---------------- | ---------------- |
| 8                | Dario Franchitti |
| 157              | Marco Andretti   |
| 161              | Dario Franchitti |
| 184              | J. R. Hildebrand |
| 188              | Marco Andretti   |
| 203              | Tony Kanaan      |
| 208              | Marco Andretti   |
| 212              | Tony Kanaan      |
| 232              | Marco Andretti   |

| Élen töltött körök száma | Élen töltött körök száma |
| Körök                    | Versenyző                |
| ------------------------ | ------------------------ |
| 172                      | Dario Franchitti         |
| 42                       | Marco Andretti           |
| 25                       | Tony Kanaan              |
| 7                        | Szató Takuma             |
| 4                        | J. R. Hildebrand         |

| Sárga zászlók: 5 alkalommal összesen 72 körön át | Sárga zászlók: 5 alkalommal összesen 72 körön át |
| Körök                                            | Ok                                               |
| ------------------------------------------------ | ------------------------------------------------ |
| 24-32                                            | #18-as autó balesete a 2-es kanyarban            |
| 45-63                                            | #24-es és #27-es autó balesete a 2-es kanyarban  |
| 91-106                                           | #12-es autó balesete a 2-es kanyarban            |
| 115-128                                          | #34-es autó balesete a 2-es kanyarban            |
| 185-198                                          | #5-ös autó balesete a 2-es kanyarban             |

## Bajnokság állása a verseny után
Pilóták bajnoki állása
| Pozíció | Pilóta           | Pontok |
| ------- | ---------------- | ------ |
| 1       | Dario Franchitti | 303    |
| 2       | Will Power       | 283    |
| 3       | Scott Dixon      | 230    |
| 4       | Oriol Servià     | 214    |
| 5       | Tony Kanaan      | 211    |